# Elena Lanzoni Films
La Elena Lanzoni Films per il commercio di pellicole cinematografiche (ovvero Films, come riportato nell'atto costitutivo) fu una delle prime società italiane del settore. Fondata a Milano nel 1919 da Elena Lanzoni Prevost, moglie di Attilio Prevost, aveva sede a Milano in via Boccaccio 45 e corrispondenti ad Atene, Barcellona, Lima, Londra, Mosca, Buenos Aires, Parigi, Il Cairo e Rio de Janeiro.

## Storia
Elena Lanzoni ed Attilio Prevost, si conobbero nel 1912 presso la Milano Film del pioniere della cinematografia italiana Luca Comerio, e nel 1913 Elena convinse Attilio a tentare la fortuna da indipendenti fondando a Milano le Officine Prevost. Elena, prototipo femminile di indipendenza, animata da un forte spirito imprenditoriale, intuendo che il cinema si stava espandendo e stava diventando fenomeno sociale, decise di intraprendere questa nuova attività per la quale si recò spesso a Parigi, patria della settima arte, per acquistare i primi film muti da noleggiare (i film con Rodolfo Valentino, Charlie Chaplin o Gli ultimi giorni di Pompei di Caserini e Rodolfi ne sono un esempio).
Nel 1915 il futuro marito Attilio Prevost aveva fondato la Astra Film, per la quale aveva prodotto, oltre a lavorarvi come direttore della fotografia, alcuni film muti tra cui: "Il Vortice", "L'ombra misteriosa", "Sogno di Riette", "Sulla soglia della felicità", (tutti del 1915).
Elena Lanzoni gestì e amministrò anche questa società essendo stata nominata nello stesso anno mandataria generale da Attilio Prevost: "...con ampia facoltà e con pieni poteri ella abbia a rappresentarlo in tutti gli atti ed affari... ...possa disporre di tutti i beni da esso posseduti o che possederà e ne disponga come proprietario...lo rappresenti in ogni azienda di cui il mandante fosse socio...faccia tutto quanto far potrebbe lo stesso mandante se agisse personalmente, dovendosi la nominata procuratrice ritenere come suo alter ego...".
Cessò l'attività quando l'espansione produttiva e gestionale delle Officine Prevost, del cui capitale sociale era proprietaria insieme al marito, la impegnò totalmente.